# 276
276 (CCLXXVI na numeração romana) foi um ano bissexto do século III do Calendário Juliano, da Era de Cristo, as suas letras dominicais foram B e A (52 semanas), teve início a um sábado e terminou a um domingo.
| Ano completo                      |
| --------------------------------- |
| Ano bissexto com início ao sábado |

## Acontecimentos
- O Xá Sassânida, Vararanes II sucede a Vararanes I.
- Floriano torna-se Imperador romano.
- Probo torna-se Imperador romano.

## Mortes
- Marco Cláudio Tácito, Imperador romano
- Marco Ânio Floriano, Imperador romano.
- Manes, um sábio persa, é executado depois de pregar um novo género de crença religiosa que combina o dualismo do zoroastrismo com a teologia Cristã e com o pensamento budista.